# Axel Voss
Axel Voss (Hamelen, 7 april 1963) is een Duits politicus en sinds 2009 lid van het Europees Parlement als onderdeel van de Christlich Demokratische Union Deutschlands, deel van de Europese Volkspartij.

## Biografie
Van 1983 tot 1990 studeerde Voss rechten aan de universiteiten van Trier, München, Freiburg en Parijs. Zijn specialisatie was Europees recht en internationale relaties. Sinds 1994 is Voss actief als advocaat. Tussen 2000 en 2008 was hij docent Europese zaken aan de RheinAhrCampus Remagen van Hogeschool Koblenz.
In 1996 trad Voss toe tot de CDU en sinds 2009 is hij lid van het Europees parlement voor die partij. Sinds 2014 is hij lid van de commissie juridische zaken (JURI) en ondervoorzitter van de delegatie voor de betrekkingen met Australië en Nieuw-Zeeland. Tussen 2009 en 2014 was hij lid van de commissie burgerlijke vrijheden justitie en binnenlandse zaken.
- Gemeinsame Normdatei: 1133121861
- Virtual International Authority File: 7118149662193207020000